# Broșteni (okręg Sybin)
Broșteni – wieś w Rumunii, w okręgu Sybin, w gminie Păuca. W 2011 roku liczyła 377 mieszkańców.